# Leptocythere angusta
Leptocythere angusta är en kräftdjursart som beskrevs av Blake 1933. Leptocythere angusta ingår i släktet Leptocythere och familjen Leptocytheridae. Inga underarter finns listade i Catalogue of Life.